# 하르키우 전투 (2022년)

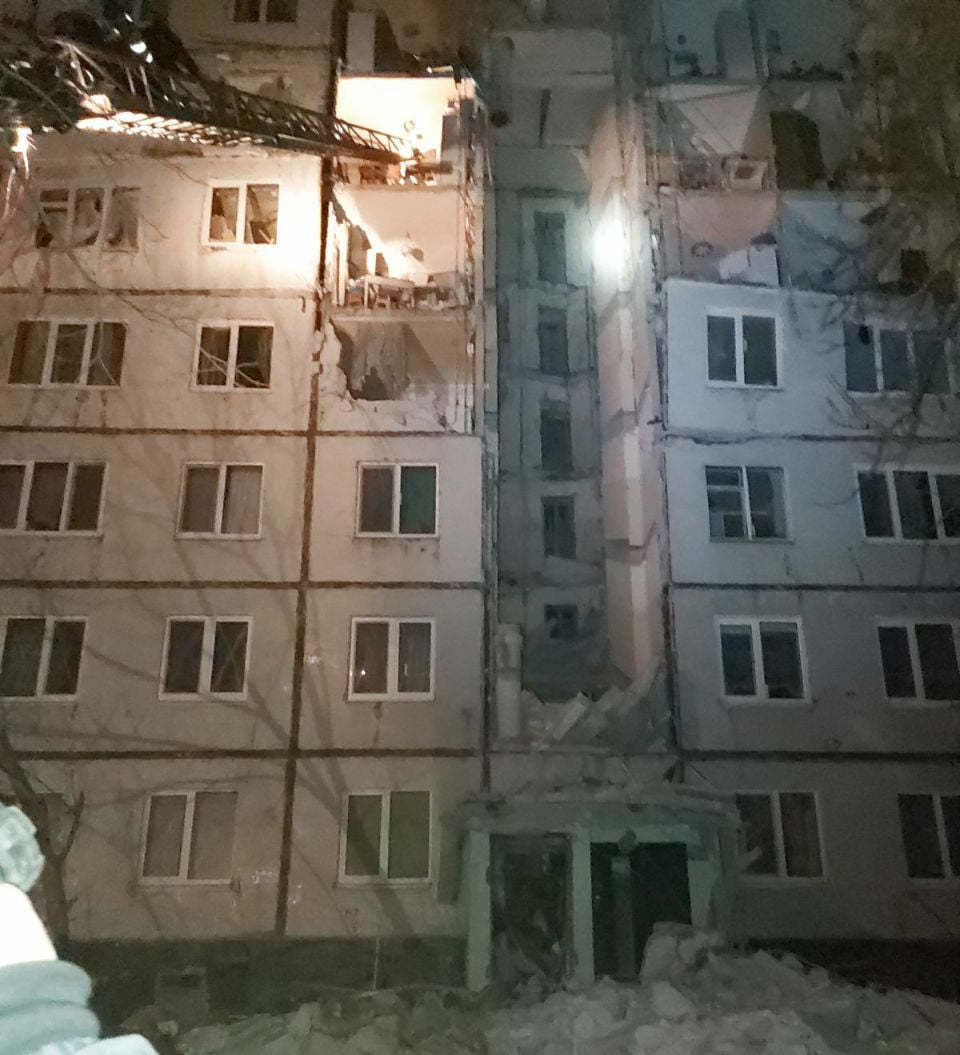
2월 26일, 하르키우의 아파트 건물이 미사일에 의해 부분적으로 파괴되었다.

하르키우 전투는 2022년 러시아의 우크라이나 침공 중 동우크라이나 공세의 일부로 우크라이나 하르키우에서 일어난 무력 충돌이다. 러시아-우크라이나 국경에서 남쪽으로 32km 떨어진 곳에 위치하며 러시아어 화자가 다수를 차지하고 있는 도시인 하르키우는 우크라이나에서 두 번째로 큰 도시로 러시아군의 주요 표적으로 여겨지고 있다.

## 전투
2월 24일, 러시아군은 국경을 넘어 하르키우까지 진격하기 시작했다. 러시아군은 또한 도시를 향해 포격을 가해 시민들을 사살했다.
2월 25일, 도시 북쪽 교외의 치르쿠니 마을 부근에서 격렬한 전투가 벌어졌다.
2월 26일, 하르키우주 주지사 올레흐 시니예후보프는 도시 전체가 우크라이나의 통제 하에 있다고 주장했다. 미국 당국은 모든 분쟁 중 가장 치열한 전투가 하르키우에서 발생했다고 말했다.
2월 27일 이른 아침, 러시아군은 하르키우의 가스관을 파괴했다. 아침 늦게 러시아군이 하르키우에 진입했고 올레흐 시니예후보프는 도시 내에서 격렬한 전투가 벌어지고 있다고 말했으며, 내무부 고문인 안톤 게라셴코는 도시 중심부에서 시가전이 진행 중이라고 주장했다.
한편 러시아 국방부 대변인 이고르 코나셴코프는 러시아군이 우크라이나 제302대공미사일연대의 항복을 받고 471명의 우크라이나 군인을 생포했다고 밝혔다. 한편 우크라이나 당국은 우크라이나군이 최소 6대의 GAZ Tigr-Ms를 포함해 하르키우에 진입한 러시아 군용 차량의 절반을 파괴했다고 주장했다.
2월 27일 오후, 시니예후보프는 우크라이나군이 도시를 완전히 장악했다고 발표했다. 그는 수십 명의 러시아 병사들이 항복했고, 그들의 임무가 무엇인지 알고있지 못했으며, 연료 공급 부족에 대해 불평했다고 덧붙였다.
2월 28일, 우크라이나 고문 안톤 헤라쉬첸코는 러시아의 로켓 공격으로 민간인 수십 명이 사망했다고 밝혔다. 그러나, 시니예후보프는 이후 민간인 11명이 사망하고 수십 명이 부상당했다고 말했다. 이호르 테레호프 하르키우 시장은 이후 민간인 9명이 사망하고 37명이 부상당했다고 말했다.
이후 테레호프는 러시아군이 하르키우의 전력소를 파괴하기 시작했고, 이로 인해 도시의 일부 지역이 전력, 난방, 수도와 단절되었다고 말했다. 그는 또한 87채의 집이 러시아의 포격으로 피해를 입었다고 덧붙였다.
3월 1일, 바이애슬론 청소년 국가대표 출신인 에브게니 말리셰프(19)가 전투 중 사망했다.
하르키우 인근에서의 전투 도중 러시아 41군 수석 부사령관인 비탈리 게라시모프 소장이 사살되었다. 이번 전쟁에서 두 번째로 사망한 러시아 장성급 인사이다.
러시아군 최고 지휘관인 발레리 게라시모프 러시아군 참모총장은 4월 말 "공세를 반전시키겠다"라며 최전방인 하르키우 이줌을 방문했다가 오른쪽 다리 위쪽과 엉덩이 등에 파편이 박히는 부상을 입고 본국으로 이송되었다.
전투로 인해 하르키우 미술관과 같은 유서 깊은 거리와 문화유산이 러시아군에 의해 파괴되었으며, 젤렌스키 대통령은 "지금까지 200개 이상의 역사 유적과 문화유산이 러시아군에 의해 파괴됐다"라고 주장했다. 5월 11일 우크라이나군은 하르키우 북동부 지역에서 마을 4곳을 탈환하였다.
현지 시간 5월 14일, 포격을 계속 가하던 러시아군은 국경 근처로 80일 만에 철수했다. 우크라이나군은 하르키우 북동부 전선에서 4개 마을을 수복하며 러시아군을 밀어내고 있다고 주장했다. 뉴욕 타임스는 서방 정부 당국자들을 인용해 하르키우 인근에서 철수한 러시아군은 동남부 전선으로 재배치될 것으로 전했다. 미국전쟁연구소도 "러시아군이 하르키우 일대에서 철수를 완료할 것이나 보우찬스크~이줌 통신선 방어에 집중할 것으로 보인다"라고 분석했다. 이에 맞서 우크라이나군은 이줌을 탈환하기 위해 진격한다고 밝혔다. 러시아군은 루한스크 중서부 세베로도네츠크를 전략적 요지로 삼고 시베르스키도네츠크강을 건너 하르키우에 진입하는 데에 주력했으나 강을 건너려다 실패해 800명 규모 전략부대가 손실을 입었다.